# Padah-Lin
Les grottes de Padah-Lin, ou Badah-lin, ou encore Badalin (birman : ဗဒလင်းဂူ, bədəlíɴ ɡù)) sont deux grottes préhistoriques situées dans l'État shan, dans le district de Taunggyi, en Birmanie (Myanmar). Il existe deux grottes : la plus petite des deux contient des peintures et gravures rupestres datées du Néolithique.

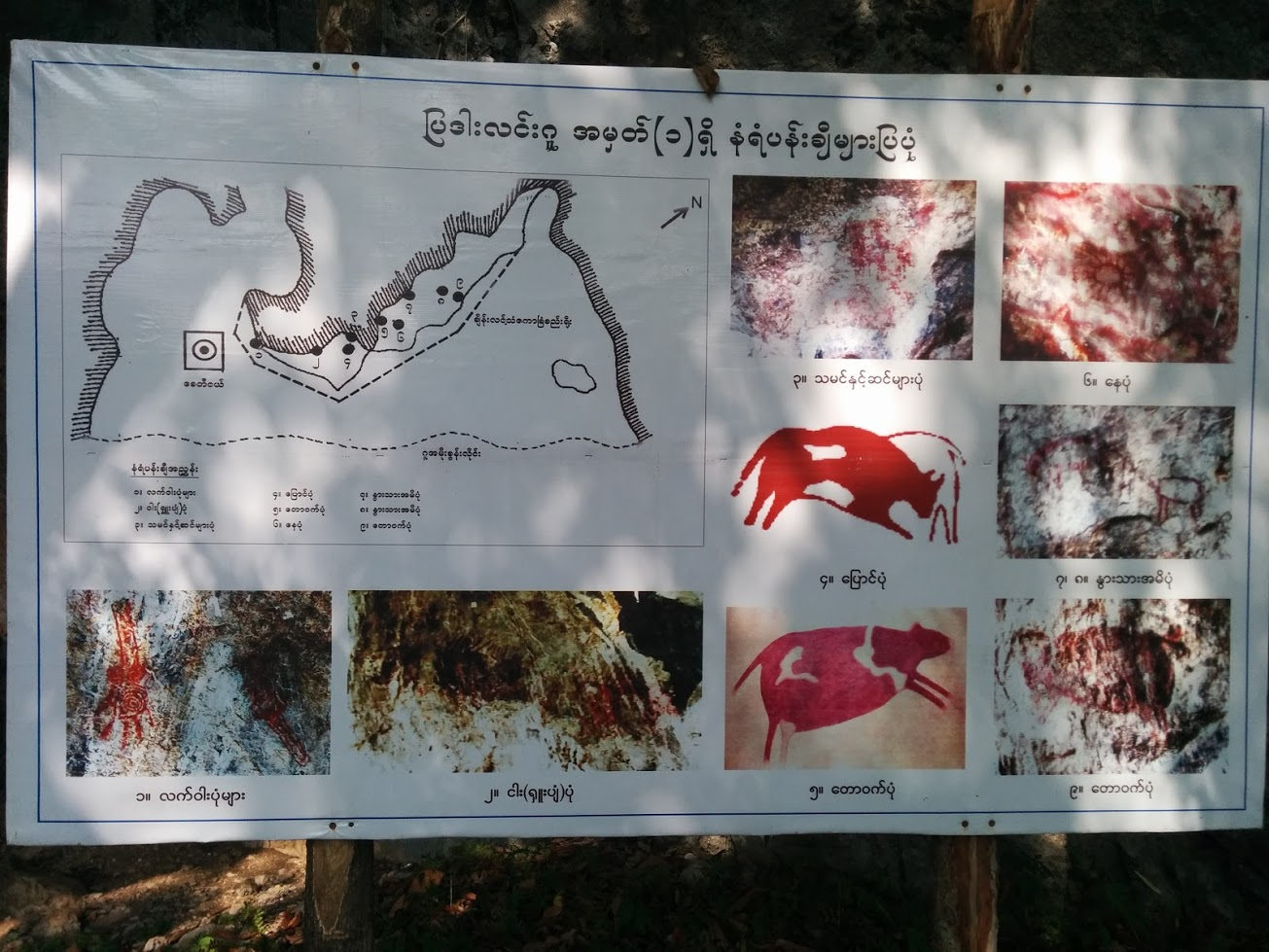
Panneau explicatif des grottes de Padah-Lin

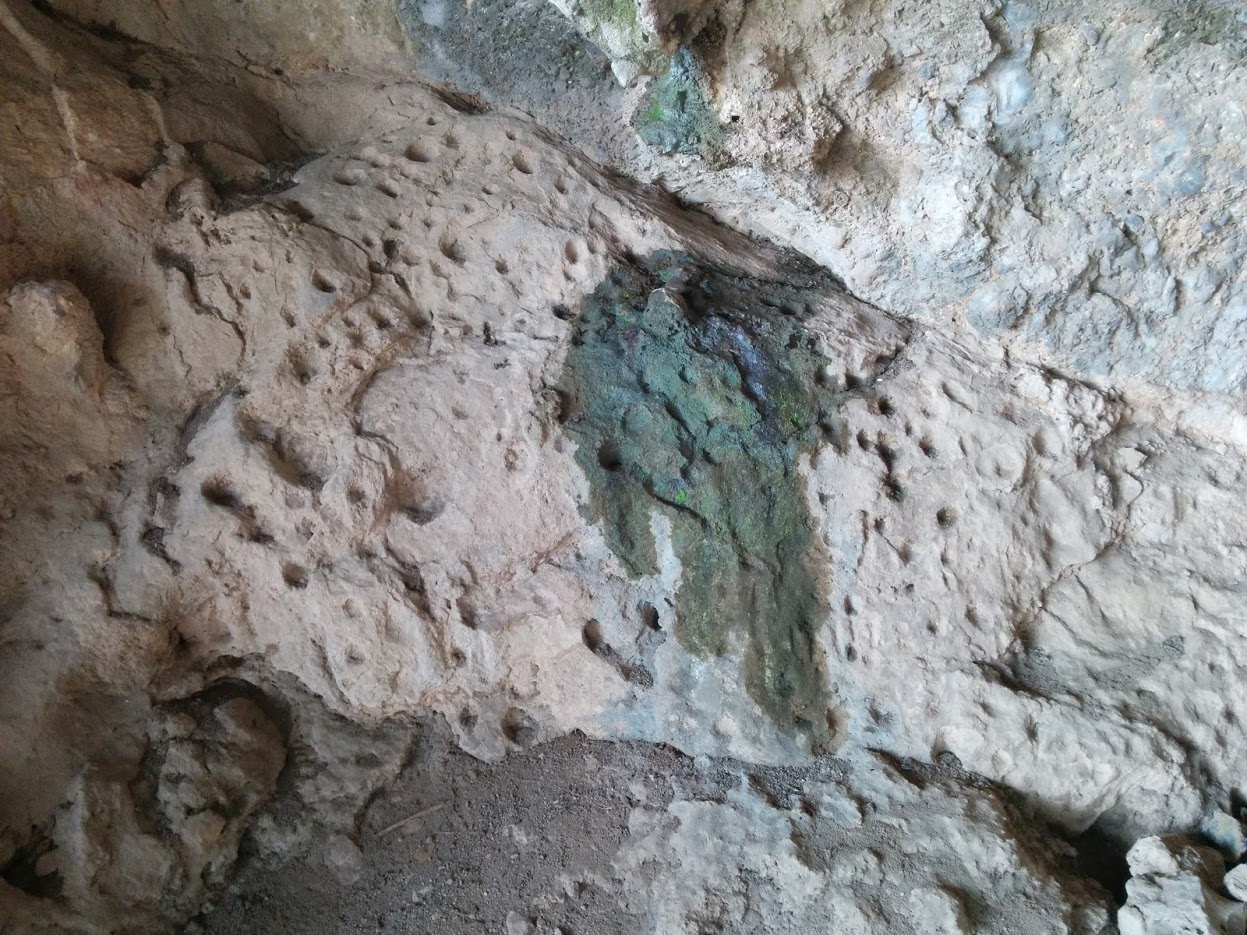
Cupules dans l'abri-sous-roche de Padah-Lin

## Situation
Les grottes de Padah-Lin se trouvent près de la route allant de Nyaunggyat à Yebock, sur un éperon du mont Nwalabo, dans la réserve forestière de Panlaung, dans l'État shan.

## Historique
Une étude superficielle des grottes fut réalisée par une expédition américaine en 1937–1938 à la recherche des premiers hommes. Mais c'est en 1960 que le géologue U Khin Maung Kyaw découvrit les peintures rupestres. Le gouvernement birman en organisa une étude plus approfondie en 1969-1972, puis une autre expédition fut montée en 2004.
Ce site a été placé par la Birmanie sur la liste indicative du Patrimoine mondial de l'UNESCO le 4 octobre 1996.

## Description
Le site de Padah-Lin est constitué d'une grotte principale et d'un abri sous roche. La grotte principale comporte neuf salles, reliées par des passages étroits, disposées sur un axe nord / sud. Elle est partiellement éclairée par trois puits naturels, par où passe la lumière du jour. Des spéléothèmes s'y sont formés. L'abri-sous-roche est orné de peintures et gravures rupestres.

## Datation
Sept morceaux de charbon de bois et d'os furent trouvés dans l'abri-sous-roche lors de l'exploration de 1969–1972, et datés par le carbone 14 de 13 000 à 1 750 ans avant le présent (AP), ce qui couvre une période allant de la fin du Paléolithique supérieur au début de notre ère.
Des fouilles menées par Ben Marwick en 2016 dans la grotte principale ont daté des couches archéologiques jusqu'à 65 000 ans AP et des outils sur éclat jusqu'à 25 000 ans AP.

## Art rupestre
Les peintures de l'abri-sous-roche ont été réalisées à l'ocre rouge. Elles représentent des mains humaines ainsi que des animaux, tels que des cerfs, des bovinés, des bisons, des éléphants et des poissons. Les peintures ont été détériorées par l'humidité et les dépôts de carbonate de calcium. Les murs sont aussi décorés de figures gravées, parmi lesquelles on compte plus de 300 cupules.
Quoique non datées directement, les peintures et gravures rupestres sont attribuées au Néolithique.

## Vestiges archéologiques
Les fouilles de l'abri-sous-roche ont livré de nombreux artéfacts : plus de 1 600 outils lithiques, de nombreuses pièces en os ainsi que des morceaux d'ocre rouge.
On a trouvé beaucoup d'outils en pierre non terminés, des os de mammifères, des coquilles de mollusques et du charbon de bois, laissant penser qu'il s'agissait d'un atelier de taille d'outils autant que d'une zone d'habitation.